# Лопушной, Денис Вячеславович
Денис Вячеславович Лопушной (род. 30 января 1977) — российский шахматист, гроссмейстер.
Родился в семье кузбасского писателя Вячеслава Лопушного. Играть в шахматы научился у отца в возрасте 4 лет. В этом же возрасте пошёл в шахматную секцию, где преподавал Геннадий Зенков. С 1985 года занимался у заслуженного тренера России Евгения Андреева в СДЮШОР при КузПИ.
Под руководством заслуженного тренера России, гроссмейстера Александра Хасина, в 1998 году стал международным мастером.
1998 год — в Томске, в составе команды ШК Новокузнецк, победитель командного чемпионата Сибири и Дальнего востока (1-я лига). Личный результат (5.5 из 7). 1-е место на 3-й доске.
1999 год — в китайском Шэньяне стал чемпионом мира в составе команды г. Кемерово во втором чемпионате мира среди городов.
Стал гроссмейстером в 2000 году. В 2001 году ушёл из шахмат и стал строить карьеру в сфере маркетинга.

## Изменения рейтинга
| Графики недоступны из-за технических проблем. См. информацию на Фабрикаторе и на mediawiki.org. |